# Daniel Örlund
Daniel Örlund (Estocolmo, Suecia, 23 de junio de 1980) es un futbolista sueco que juega de portero.

## Carrera futbolística
Comenzó su carrera en el club local Spårvägen antes de firmar por el AIK en 2002.
Örlund hizo su debut en el AIK en un partido de Copa de Suecia contra el Carlstad United BK en 2003. El AIK ganó 4-1, y Örlund mantuvo la posición de portero en la siguiente ronda de la copa contra el BK Häcken. Durante la liga de 2004 fue cedido al FC Café Opera United donde hizo una excelente temporada. En su vuelta al AIK en 2005, jugando en la Superettan, Örlund jugó todos excepto un partido e hizo un récord, no encajando ningún gol durante 567 minutos. Desde su vuelta al AIK ha sido el portero titular. El 27 de noviembre de 2009 firmó por el Rosenborg Ballklub.

## Estadísticas
| Liga  | Club        | División    | Liga     | Liga  | Copa     | Copa  | Total    | Total |
| Liga  | Club        | División    | Partidos | Goles | Partidos | Goles | Partidos | Goles |
| ----- | ----------- | ----------- | -------- | ----- | -------- | ----- | -------- | ----- |
| 2003  | AIK         | Allsvenskan | 0        | 0     | 2        | 0     | 2        | 0     |
| 2004  | AIK         | Allsvenskan | 1        | 0     | 0        | 0     | 1        | 0     |
| 2005  | AIK         | Superettan  | 29       | 0     | 1        | 0     | 27       | 0     |
| 2006  | AIK         | Allsvenskan | 26       | 0     | 1        | 0     | 27       | 0     |
| 2007  | AIK         | Allsvenskan | 26       | 0     | 0        | 0     | 27       | 0     |
| 2008  | AIK         | Allsvenskan | 11       | 0     | 1        | 0     | 12       | 0     |
| 2008  | Fredrikstad | Tippeligaen | 9        | 0     | 0        | 0     | 9        | 0     |
| 2009  | AIK         | Allsvenskan | 30       | 0     | 5        | 0     | 35       | 0     |
| 2010  | Rosenborg   | Tippeligaen | 30       | 0     | 5        | 0     | 35       | 0     |
| 2011  | Rosenborg   | Tippeligaen | 28       | 0     | 2        | 0     | 30       | 0     |
| 2012  | Rosenborg   | Tippeligaen | 10       | 0     | 2        | 0     | 12       | 0     |
| Total | Total       | Total       | 200      | 0     | 19       | 0     | 219      | 0     |

## Palmarés

### Clubs
Fredrikstad
- Finalista de la Tippeligaen 2008[2]

AIK
- Ganador de la Allsvenskan 2009
- Ganador de la Copa de Suecia 2009

Rosenborg
- Ganador de la Tippeligaen 2010[3]